# Прокофьев, Тимофей Ильич
Тимофей Ильич Прокофьев (2 февраля 1913, Лукьяново, Святосельское сельское поселение — 26 марта 1944, Николаев) — Герой Советского Союза, участник «десанта Ольшанского», стрелок 2-й роты 384-го отдельного батальона морской пехоты Одесской Военно-морской базы Черноморского флота, матрос.

## Биография
Родился 2 февраля 1913 года в деревне Лукьяново ныне Осташковского района Тверской области в семье крестьянина. Цыган. Окончив школу-семилетку, работал в колхозе. Действительную военную службу проходил в авиационных частях. После службы в армии работал в городе Угличе на водном транспорте.
С начала Великой Отечественной войны Прокофьев был освобождён от мобилизации. Но в апреле 1942 года в боях за город Белый погиб его младший брат Василий. Тимофей пошёл в военкомат и сказал: «Я должен встать на его место. Прошу послать меня на фронт». Его просьбу удовлетворили.
В феврале 1943 года Прокофьев участвовал в Новороссийской десантной операции. До осени 1943 года десантники, в том числе и Прокофьев, стойко и мужественно обороняли завоёванный плацдарм, названный Малой землёй. Там был ранен и лечился в госпитале в городе Геленджике. В сентябре 1943 года с Малой земли Прокофьев пошёл на штурм города Новороссийска.
В ноябре 1943 года Прокофьев в составе морского десанта высадился на Керченском полуострове и в течение нескольких недель сражался за удержание и расширение захваченного плацдарма на Крымском берегу. Вторично был ранен, но от госпитализации отказался.

## Подвиг
Во второй половине марта 1944 года войска 28-й армии начали бои по освобождению города Николаева. Чтобы облегчить фронтальный удар наступающих, было решено высадить в порт Николаев десант. Из состава 384-го отдельного батальона морской пехоты выделили группу десантников под командованием старшего лейтенанта Константина Ольшанского. В неё вошли 55 моряков, 2 связиста из штаба армии и 10 сапёров. Проводником пошёл местный рыбак Андреев. Одним из десантников был матрос Прокофьев.
Двое суток отряд вёл кровопролитные бои, отбил 18 ожесточённых атак противника, уничтожив при этом до 700 солдат и офицеров врага. Во время последней атаки фашисты применили огнемёты и отравляющие вещества. Но ничто не смогло сломить сопротивление десантников, принудить их сложить оружие. Они с честью выполнили боевую задачу.
28 марта 1944 года советские войска освободили Николаев. Когда наступающие ворвались в порт, им предстала картина происшедшего здесь побоища: разрушенные снарядами обгорелые здания, сотни трупов фашистских солдат и офицеров валялись кругом, смрадно чадило пожарище. Из развалин конторы порта вышло 6 уцелевших, едва державшихся на ногах десантников, ещё 2-х отправили в госпиталь. В развалинах конторы нашли ещё четверых живых десантников, которые не могли подняться: они умирали. Пали все офицеры, старшины, сержанты и многие краснофлотцы. Среди них и Т. И. Прокофьев.
Похоронен в братской могиле в городе Николаев в сквере 68-ми десантников.
Весть об их подвиге разнеслась по всей армии, по всей стране. Верховный Главнокомандующий приказал всех участников десанта представить к званию Героя Советского Союза.
Указом Президиума Верховного Совета СССР от 20 апреля 1945 года за образцовое выполнение боевых заданий командования на фронте борьбы с немецкими захватчиками и проявленные при этом отвагу и геройство матросу Тимофею Ильичу Прокофьеву было присвоено звание Героя Советского Союза (посмертно).
Награждён орденом Ленина.
В городе Николаеве в сквере имени 68-ми десантников установлен памятник. В городе открыт Народный музей боевой славы моряков-десантников. В их честь названа улица. В посёлке Октябрьском на берегу Бугского лимана, откуда уходили на задание десантники, установлена мемориальная гранитная глыба с памятной надписью. В посёлке городского типа Селижарово Тверской области установлен памятник.